# Unione Sportiva Ravenna 1986-1987
Questa pagina raccoglie le informazioni riguardanti l'Unione Sportiva Ravenna nelle competizioni ufficiali della stagione 1986-1987.

## Stagione
Il Ravenna, affidato in stagione a Eugenio Fantini, ha ottenuto il nono posto in classifica con 34 punti. 
Miglior marcatore stagionale ravennate Antonio Pepe con 12 reti, 3 in Coppa Italia e 9 in campionato. 
Nella Coppa Italia di Serie C il Ravenna ha disputato il girone H di qualificazione incasellando 2 vittorie, due pareggi e 2 sconfitte.

## Rosa
| N. |                   | Ruolo | Calciatore           |
| -- | ----------------- | ----- | -------------------- |
|    | Italia (bandiera) | D     | Massimo Arrighi      |
|    | Italia (bandiera) | A     | Pier Paolo Barnabà   |
|    | Italia (bandiera) | C     | Silvio Budelacci     |
|    | Italia (bandiera) | C     | Ciro Costa           |
|    | Italia (bandiera) | P     | Domenico Delli Pizzi |
|    | Italia (bandiera) | D     | Marco Donato         |
|    | Italia (bandiera) | D     | Luigi Falco          |
|    | Italia (bandiera) | D     | Mirco Fantini        |
|    | Italia (bandiera) | D     | Massimo Fortini      |
|    | Italia (bandiera) | D     | Fabio Fusconi        |
|    | Italia (bandiera) | D     | Flavio Gioria        |

| N. |                   | Ruolo | Calciatore             |
| -- | ----------------- | ----- | ---------------------- |
|    | Italia (bandiera) | D     | Vincenzo Iannucci      |
|    | Italia (bandiera) | A     | Francesco La Rosa      |
|    | Italia (bandiera) | C     | Biagio Lombardi        |
|    | Italia (bandiera) | C     | Giovanni Battista Luiu |
|    | Italia (bandiera) | P     | Luigino Mattarollo     |
|    | Italia (bandiera) | A     | Antonio Pepe           |
|    | Italia (bandiera) | A     | Cristian Polidori      |
|    | Italia (bandiera) | C     | Savino Potenza         |
|    | Italia (bandiera) | C     | Marco Rossi            |
|    | Italia (bandiera) | A     | Gianni Stanzani        |
|    | Italia (bandiera) | D     | Vincenzo Tagliente     |

## Risultati

### Serie C2

#### Girone di andata
| Arbitro: | Costamagna (Torino) |

|              |           |                    |
| Capoccia 10’ | Marcatori | 18’ (rig.) La Rosa |

| Arbitro: | Casiraghi (Monza) |

|                   |           |                 |
| Pepe 2’ Falco 86’ | Marcatori | 66’, 80’ Jaconi |

| Arbitro: | Boggi (Salerno) |

|  |           |             |
|  | Marcatori | 90’ La Rosa |

| Arbitro: | Cucchiara (Bari) |

|          |           |  |
| Pepe 58’ | Marcatori |  |

| Macerata 19 ottobre 1986 5ª giornata | Maceratese        | 0 – 0 | Ravenna | Stadio Helvia Recina\| Arbitro: \| Gazzetta (Mestre) \| |
| Arbitro:                             | Gazzetta (Mestre) |       |         |                                                         |

| Ravenna 26 ottobre 1986 6ª giornata | Ravenna         | 0 – 0 | Vis Pesaro | Stadio Bruno Benelli\| Arbitro: \| Fucci (Salerno) \| |
| Arbitro:                            | Fucci (Salerno) |       |            |                                                       |

| Arbitro: | Scaramuzza (Mestre) |

|                     |           |  |
| Mazzucco 64’ (rig.) | Marcatori |  |

| Arbitro: | Forte (Aosta) |

|                                                                                |           |                       |
| D. D'Alessandro 10’, 50’ (rig.) L. D'Alessandro 14’ Di Loreto 59’ Murzilli 88’ | Marcatori | 43’ Pepe 86’ Iannucci |

| Arbitro: | Rosica (Roma) |

|                      |           |  |
| Pepe 60’ Barnabà 76’ | Marcatori |  |

| Arbitro: | Ravelli (Bergamo) |

|           |           |          |
| Vinti 37’ | Marcatori | 80’ Pepe |

| Arbitro: | Cesari (Genova) |

|          |           |  |
| Pepe 86’ | Marcatori |  |

| Arbitro: | Raucci (Ercolano) |

|                             |           |  |
| Strippoli 12’ Carpineta 62’ | Marcatori |  |

| Arbitro: | Destro (Novi Ligure) |

|                                         |           |             |
| La Rosa 42’ (rig.) Barnabà 72’ Pepe 77’ | Marcatori | 80’ Lavanna |

| Arbitro: | Salerno (Acireale) |

|                |           |  |
| Chiricallo 44’ | Marcatori |  |

| Arbitro: | Baglieri (Tivoli) |

|              |           |               |
| Lombardi 81’ | Marcatori | 46’ D'Isidoro |

| Bisceglie 11 gennaio 1987 16ª giornata | Bisceglie             | 0 – 0 | Ravenna | Stadio Gustavo Ventura\| Arbitro: \| Cernigliaro (Trapani) \| |
| Arbitro:                               | Cernigliaro (Trapani) |       |         |                                                               |

| Arbitro: | Lombardi (La Spezia) |

|                   |           |  |
| La Rosa 2’ (rig.) | Marcatori |  |

#### Girone di ritorno
| Arbitro: | Mellina (Piacenza) |

|           |           |  |
| Falco 85’ | Marcatori |  |

| Arbitro: | Arcovito (Messina) |

|                 |           |  |
| Manari 10’, 60’ | Marcatori |  |

| Arbitro: | Cesari (Genova) |

|             |           |  |
| Fantini 81’ | Marcatori |  |

| Arbitro: | Scaramuzza (Mestre) |

|                            |           |               |
| Mancini 17’, 89’ Galli 85’ | Marcatori | 44’ Tagliente |

| Arbitro: | Bettin (Padova) |

|                    |           |  |
| La Rosa 44’ (rig.) | Marcatori |  |

| Arbitro: | Magliulo (Torre Annunziata) |

|             |           |  |
| Falconi 48’ | Marcatori |  |

| Arbitro: | Taverniti (Roma) |

|                      |           |  |
| Pepe 68’ La Rosa 91’ | Marcatori |  |

| Arbitro: | Mellina (Piacenza) |

|             |           |  |
| La Rosa 66’ | Marcatori |  |

| Arbitro: | Limone (Torino) |

|              |           |  |
| Bruniera 21’ | Marcatori |  |

| Arbitro: | Cazzamalli (Milano) |

|          |           |  |
| Pepe 37’ | Marcatori |  |

| Arbitro: | Costamagna (Torino) |

|             |           |  |
| Recchia 73’ | Marcatori |  |

| Arbitro: | Bencivenga (Torino) |

|  |           |               |
|  | Marcatori | 26’ Carpineta |

| Cesenatico 3 maggio 1987 30ª giornata | Cesenatico         | 0 – 0 | Ravenna | Stadio Alfiero Moretti\| Arbitro: \| Dionisi (L'Aquila) \| |
| Arbitro:                              | Dionisi (L'Aquila) |       |         |                                                            |

| Ravenna 17 maggio 1987 31ª giornata | Ravenna           | 0 – 0 | Matera | Stadio Bruno Benelli\| Arbitro: \| Gazzetta (Mestre) \| |
| Arbitro:                            | Gazzetta (Mestre) |       |        |                                                         |

| Arbitro: | Telegrafo (Taranto) |

|                          |           |             |
| Bruzzone 58’ Di Baia 66’ | Marcatori | 1’ Lombardi |

| Arbitro: | Brasca (Busto Arsizio) |

|                       |           |                                  |
| Luiu 72’ Lombardi 76’ | Marcatori | 49’ Del Zotti 88’ (rig.) Cipolla |

| Arbitro: | Trentalange (Torino) |

|                                   |           |           |
| D'Amico 8’, 29’, 59’ Bevanati 75’ | Marcatori | 24’ Falco |

### Coppa Italia

#### Girone H
| Arbitro: | Benazzoli (Bassano del Grappa) |

|                           |           |                    |
| Pepe 21’, 55’ (rig.), 68’ | Marcatori | 62’ (rig.) Pomponi |

| Arbitro: | Destro (Novi Ligure) |

|                              |           |  |
| Paganelli 28’, 61’ Luppi 63’ | Marcatori |  |

| Cento 31 agosto 1986 3ª giornata | Centese           | 0 – 0 | Ravenna | Stadio Loris Bulgarelli\| Arbitro: \| Borghesi (Rimini) \| |
| Arbitro:                         | Borghesi (Rimini) |       |         |                                                            |

| Forlì 3 settembre 1986 4ª giornata | Forlì              | 0 – 0 | Ravenna | Stadio Tullo Morgagni\| Arbitro: \| Bizzarri (Ferrara) \| |
| Arbitro:                           | Bizzarri (Ferrara) |       |         |                                                           |

| Arbitro: | Zucchini (Bologna) |

|                               |           |  |
| Malaguti 44’ (aut.) Rossi 67’ | Marcatori |  |

| Arbitro: | Sileo (Bergamo) |

|  |           |                  |
|  | Marcatori | 17’ (rig.) Vinci |

## Statistiche

### Statistiche di squadra
| Competizione | Punti | In casa | In casa | In casa | In casa | In casa | In casa | In trasferta | In trasferta | In trasferta | In trasferta | In trasferta | In trasferta | Totale | Totale | Totale | Totale | Totale | Totale | DR  |
| Competizione | Punti | G       | V       | N       | P       | Gf      | Gs      | G            | V            | N            | P            | Gf           | Gs           | G      | V      | N      | P      | Gf     | Gs     | DR  |
| ------------ | ----- | ------- | ------- | ------- | ------- | ------- | ------- | ------------ | ------------ | ------------ | ------------ | ------------ | ------------ | ------ | ------ | ------ | ------ | ------ | ------ | --- |
| Serie C2     | .     | .       | .       | .       | .       | ..      | .       | .            | .            | .            | .            | ..           | .            | ..     | ..     | .      | .      | ..     | ..     | +.. |
| Coppa Italia | .     | .       | .       | .       | .       | ..      | .       | .            | .            | .            | .            | ..           | .            | ..     | ..     | .      | .      | ..     | ..     | +.. |
| Totale       | ..    |         |         |         |         |         |         |              |              |              |              |              |              |        |        |        |        | ..     | ..     | +.. |

### Statistiche dei giocatori
| Giocatore | Serie C2 | Serie C2 | Coppa Italia | Coppa Italia | Totale   | Totale |
| Giocatore | Presenze | Reti     | Presenze     | Reti         | Presenze | Reti   |
| --------- | -------- | -------- | ------------ | ------------ | -------- | ------ |
| . Cognome | 0        | 0        | 0            | 0            | 0        | 0      |
| . Cognome | 0        | 0        | 0            | 0            | 0        | 0      |
| . Cognome | 0        | 0        | 0            | 0            | 0        | 0      |
| . Cognome | 0        | 0        | 0            | 0            | 0        | 0      |